# 三上尚子
三上尚子（日语：三上 尚子，1981年1月8日—），日本足球運動員，日本國家女子足球隊成員。

## 日本國家足球隊
在1999年11月12日，她代表日本國家女子足球隊出賽，在對戰尼泊尔的比賽中首次亮相。1999年，他共为國家足球隊出场3次，打进2球。她也曾代表日本參加1999年亞足聯女子亞洲盃。

## 成績
| 日本國家女子足球隊 | 日本國家女子足球隊 | 日本國家女子足球隊 |
| 年                 | 出場               | 入球               |
| ------------------ | ------------------ | ------------------ |
| 1999               | 3                  | 2                  |
| 總和               | 3                  | 2                  |